# 蒲坂戴氏宗祠
蒲坂戴氏宗祠，位于中国福建省莆田市荔城区新度镇蒲坂村，明成化壬寅年（1482年）始建，现仍保存明代穿斗式木抬梁风格。建筑面积673.4平方米，全座由34根大木柱支撑，屋高 5.6米，分前后进。2009年11月16日公布为第七批福建省文物保护单位。